# René Boylesve
René Boylesve (n. 14 aprilie 1867, La Haye-Descartes – d. 14 ianuarie 1926, Paris), născut René Marie Auguste Tardiveau, a fost un scriitor și critic literar francez.

## Biografie
Boylesve a fost orfan de timpuriu și a mers la școală la Poitiers și Tours. În 1895 el a început să publice articole în diverse reviste. El este considerat urmașul lui Honoré de Balzac și precursor al lui Marcel Proust. În 1919 a fost ales membru al Académie française.

## Scrieri
- Le Médecin des Dames de Néans (1896),
- Le Parfum des Îles Borromées (1898)
- Mademoiselle Cloque (1899),
- La Becquée (1901),
- La Leçon d’amour dans un parc (1902),
- L’Enfant à la balustrade (1903),
- Le Meilleur ami (1909),
- La Jeune Fille Bien élevée (1909),
- Madeleine jeune femme (1912),
- Élise (1921),
- Nouvelles leçons d’amour dans un parc (1924),
- Souvenirs du jardin détruit (1924).